# Luís Carlos Prestes
Luís Carlos Prestes (Porto Alegre, 3 de janeiro de 1898 – Rio de Janeiro, 7 de março de 1990) foi um militar e político comunista brasileiro, uma das personalidades políticas mais influentes no país durante o século XX.
Prestes ganhou fama nacional ao liderar a Coluna Prestes na década de 1920. Enquanto Plínio Salgado representava a extrema-direita, Prestes era visto como símbolo da esquerda radical.
Perseguido e preso durante a ditadura do Estado Novo, Prestes perdeu sua companheira Olga Benário, morta na Alemanha Nazista na câmara de gás, após ser entregue àquele regime pelo governo do presidente Getúlio Vargas. Em 1940 foi condenado a trinta anos de prisão pelo assassinato de Elza Fernandes. Cinco anos depois foi anistiado por Vargas, a quem viria a apoiar na eleição presidencial no Brasil em 1950. Durante a ditadura militar brasileira exilou-se na União Soviética após ter os seus direitos políticos cassados, retornando ao Brasil depois da promulgação da Lei da Anistia em 1979.
Foi secretário-geral do Partido Comunista Brasileiro de 1943 a 1980, defendendo a revolução comunista até o final da vida. Nos seus últimos anos, assistiu ao processo de abertura econômica iniciado por Mikhail Gorbatchov na União Soviética em 1986 (que em 1991 resultaria na sua dissolução) e também a queda do Muro de Berlim em 1989. Sobre a queda do Muro de Berlim, reagiu: "Eu não sei o que vai acontecer. Mas é lamentável que tudo isso tenha acontecido dessa maneira".

## Formação e início de carreira
Filho de Antonio Pereira Prestes e Maria Leocádia Felizardo Prestes, formou-se no secundário no Colégio Militar e no superior pela Escola Militar do Realengo no Rio de Janeiro, através da qual ingressou no Exército Brasileiro em fevereiro de 1916. Prestes foi o primeiro de sua turma no Colégio Militar e na Escola Militar, formando-se como oficial da Arma da Engenharia em dezembro de 1919, recebendo o diploma de bacharel em ciências físicas e matemáticas. Seus companheiros de turma foram a geração inicial do tenentismo, como Juarez Távora, Antônio de Siqueira Campos, Carlos da Costa Leite, Eduardo Gomes, Osvaldo Cordeiro de Farias, Newton Prado e Landerico de Albuquerque Lima, mas nessa época ele tinha pouco interesse na política. Ele foi engenheiro ferroviário na 1.ª Companhia Ferroviária de Deodoro, como tenente, e durante o ano de 1921 foi instrutor na Escola Militar até o final desse ano, quando voltou à Companhia Ferroviária. Como seu capitão comandante estudava medicina e pouco comparecia ao expediente, Prestes, como o tenente mais antigo, era quem de fato comandava.

## Tenentismo
No Clube Militar, Prestes acompanhou em 1922 a repercussão da crise das cartas falsas. Apesar de sua posição moderada, era solidário à conspiração para um levante militar para destituir o governo de Epitácio Pessoa e impedir a posse de Artur Bernardes. Em 13 de junho ele contraiu tifo, encontrando-se doente na sua casa no Méier quando a Revolta dos 18 do Forte estourou na noite de 4 para 5 de julho. Ele ainda esperava juntar-se aos companheiros dentro de dois a três dias, mas o movimento foi rapidamente sufocado. Após a revolta, ele não quis permanecer no Rio de Janeiro e conseguiu transferência à Comissão Fiscalizadora da Construção de Quartéis nos municípios de Santo Ângelo, Santiago do Boqueirão e São Nicolau.  Este cargo o expôs ao desvio de verbas pelos políticos, e em fevereiro ele pediu exoneração, sendo mais tarde transferido ao 1.º Batalhão Ferroviário, em Santo Ângelo, onde foi chefe da seção de construção. Em outubro ele foi promovido a capitão.
Desde o início de 1924, emissários tenentistas do centro do país ligavam-se com as guarnições do Rio Grande do Sul para planejar uma nova ofensiva contra o governo de Artur Bernardes. Prestes comprometeu-se com a conspiração, mas não queria se revoltar sujeito ao seu juramento de fidelidade aos poderes constituídos. Assim, ele solicitou licença para tratamento de saúde no início de julho de 1924 e pediu demissão do serviço ativo em setembro. O requerimento foi esquecido na burocracia do Exército e só voltaria à tona em 1935, quando ele foi acusado de deserção. Enquanto estava afastado da tropa, ele trabalhou como engenheiro civil, instalando a rede de iluminação elétrica de Santo Ângelo e outras cidades e construindo uma ponte ferroviária na região.
Em outubro de 1924, Prestes liderou um grupo de rebeldes na região missioneira do Rio Grande do Sul. Saiu de Santo Ângelo e se dirigiu para São Luís Gonzaga, onde permaneceu por dois meses aguardando munições do Paraná, que não vieram. Aos poucos, foi formando o seu grupo de comandados que vieram de várias partes da região. Rompendo o famoso "anel de ferro" propagado pelos governistas, rumou com sua recém-formada coluna para o norte até Foz do Iguaçu. Na região sudoeste do estado do Paraná, o grupo se encontrou e juntou-se aos paulistas, formando o contingente rebelde chamado de Coluna Prestes, ou Coluna Miguel Costa-Prestes, com 1 500 homens, que percorreu por dois anos e cinco meses 25 000 km. Em toda esta volta, as baixas foram em torno de 750 homens devido à cólera, à impossibilidade de prosseguir por causa do cansaço e dos poucos cavalos que tinham, e ainda poucos homens que morreram em combate. Prestes chegou a ser o chefe do Estado-Maior da Coluna e suas habilidades de liderança foram reconhecidas pelos seus subordinados, mas o comandante formalmente era Miguel Costa. Isto provoca polêmicas na historiografia sobre o nome dessa formação militar.

## Os estudos na Bolívia e na União Soviética, Eleições de 1930

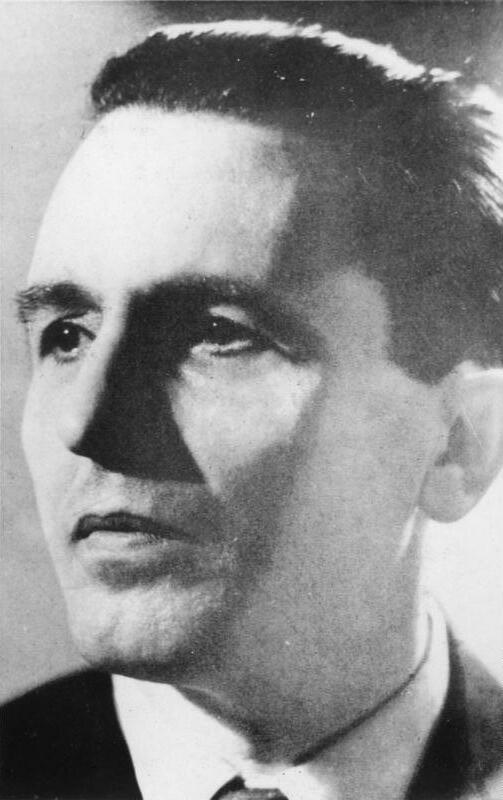
Prestes, em foto da Alemanha

Prestes, apelidado de "Cavaleiro da Esperança", passou a estudar marxismo na Bolívia, para onde havia se transferido no final de 1928, quando a maioria dos integrantes da Coluna Miguel Costa-Prestes se exilara. Lá travou contato com os comunistas argentinos Rodolfo Ghioldi e Abraham Guralski, este último dirigente da Internacional Comunista (IC).
Na 1a Conferência Latino-americana dos Partidos Comunistas, que se realizou em junho, em Buenos Aires, Argentina, com o objetivo de apreciar a situação dos PCs latino-americanos face às resoluções do VI Congresso da IC. Foram indicados Paulo de Lacerda, Mário Grazini, Danton Jobim e Leôncio Basbaum. Onde ficou deliberado que, após chegar ao Brasil, um deles iria procurar Prestes e convidá-lo a participar das eleições presidenciais de 1930, na tática da aliança de classes. com Prestes não aceitando o convite. a não-concretização da aliança entre o PCB e Prestes determinou o início do “prestismo”, quando muitos comunistas abandonaram o partido para seguir a liderança de Prestes.
O vencedor do pleito foi candidato oficial o paulista Júlio Prestes, mas maioria dos políticos e tenentes da Aliança Liberal não aceitou o resultado das urnas, iniciando-se um levante, com base no Rio Grande do Sul e em Minas Gerais, para o fim da Política do Café com Leite.
Prestes foi convidado a comandar militarmente a Revolução de 1930 ao lado de Getúlio Vargas, chefe civil. Entretanto, os recursos financeiros tardaram a chegar. Quando Osvaldo Aranha, um dos líderes revolucionários, enviou-lhe cerca de oitocentos contos de réis para a compra de armamento, Prestes já decidira não mais participar do movimento liderado por Vargas. repassando o dinheiro para a Internacional Comunista na Argentina.
Em 1931, mudou-se para a União Soviética a convite do país. Lá, trabalhou como engenheiro e dedicou-se a estudos marxistas-leninistas. Por pressão do Partido Comunista da União Soviética, o Partido Comunista Brasileiro (PCB) o aceitou como filiado em agosto de 1934.
Sendo eleito membro da comissão executiva da Internacional Comunista, voltou como clandestino ao Brasil em dezembro de 1934, acompanhado pela alemã Olga Benário, também membro da IC.

## O comando da ANL e a deportação de Olga

Bilhete de Luís Carlos Prestes a Trifino Correia.

O recém-constituído movimento Aliança Nacional Libertadora (ANL), de cunho nacionalista e democrático, contando com a participação de ex-tenentistas, setores médios da sociedade e mesmo os comunistas, que seguiam diretrizes de apoiar movimentos deste tipo, teve Prestes como seu presidente de honra.
Prestes procurou então aliar o enorme crescimento da ANL com a retomada de antigos contatos no meio militar, para criar as bases que julgava capazes de deflagrar a tomada do poder no Brasil. Em julho de 1935, divulgou um manifesto exigindo "todo o poder" à ANL e a derrubada do governo Vargas.
Em novembro, eclodiram insurreições, primeiro nas guarnições do exército de Natal e Recife. Posteriormente, Rio de Janeiro se sublevou em solidariedade às outras duas capitais, com Prestes e os demais militantes do PCB crendo ser o momento da derrubada de Vargas. Entretanto, os levantes foram facilmente debelados pelo governo, cuja polícia política, liderada por Filinto Müller, desencadeou um violento processo de repressão, prisões, torturas e assassinatos.

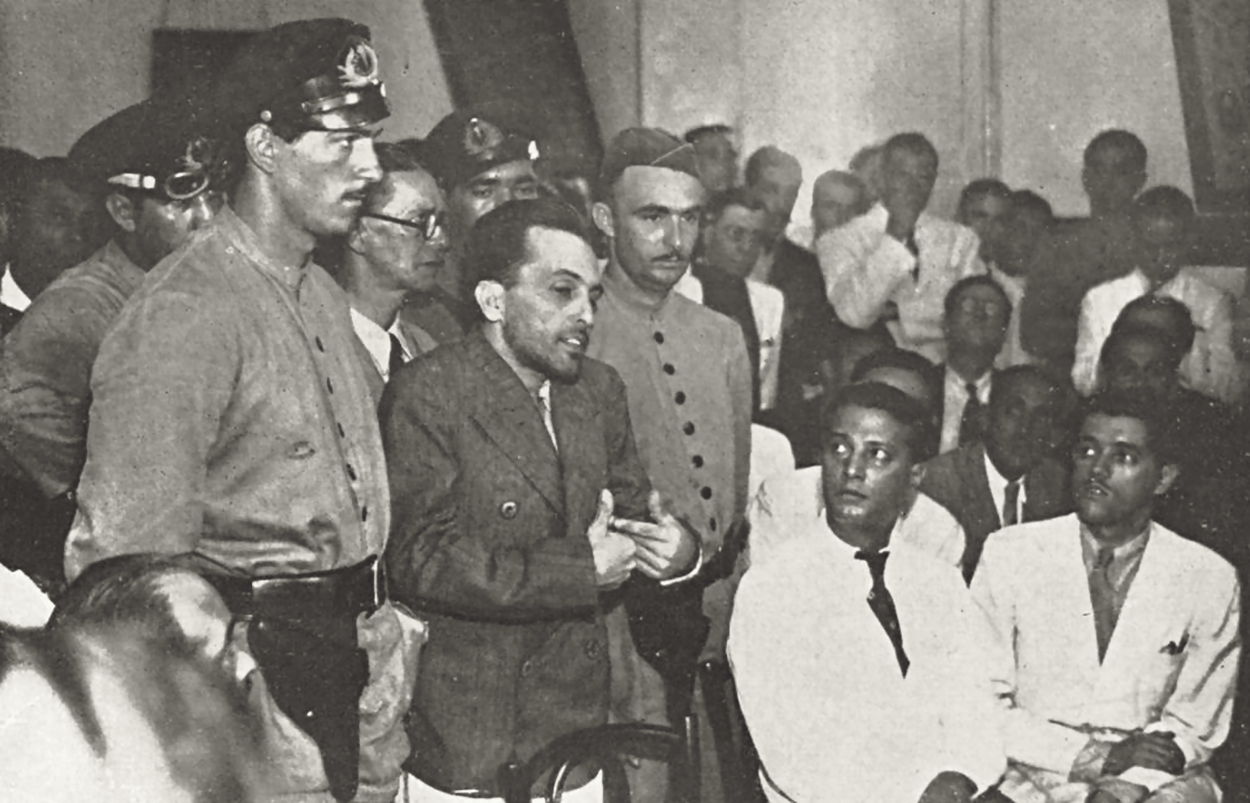
Prestes no Tribunal de Segurança, em 1937.

Na época, Moscou criara em Montevidéu, Uruguai, o Secretariado Latino-Americano, que operava clandestinamente e queria aproximar as organizações comunistas da América Latina de Moscou. Olga e Prestes eram apoiados financeira e logisticamente através desta organização. Após o fracasso do Levante de 1935, que ficou pejorativamente conhecida pelo nome que os militares empregaram, a Intentona Comunista e a descoberta destas operações, o Uruguai rompeu relações com a União Soviética, no final de 1935.
Em 5 de março de 1936, Prestes foi preso, perdeu o posto de capitão e iniciou uma pena de prisão que durou nove anos. Em 1940, foi condenado a trinta anos de prisão pela participação como mandante no assassinato da militante Elza Fernandes, tendo sido anistiado por Getúlio Vargas em 1945, em troca de apoio político. Sua companheira Olga Benário, mesmo grávida, foi presa e depois deportada para seu país de origem. Mesmo sendo judia e de conhecimento geral que a sua ida para a Alemanha era uma sentença de morte, o presidente Getúlio Vargas decretou a deportação. Foi executada na câmara de gás no campo de concentração nazista de Ravensbrück. A criança, Anita Leocádia Prestes, nasceu em uma prisão na Alemanha, mas foi resgatada pela mãe de Prestes, após intensa campanha internacional.

## O fim do Estado Novo, anistia, e a volta à clandestinidade
Com o fim do Estado Novo, Prestes foi anistiado, elegendo-se deputado federal pelo Distrito Federal, Pernambuco e Rio Grande do Sul, mas renunciou a esses mandatos para assumir a vaga de senador que lhe foi entregue pelos cariocas com 157.397 votos. Foi senador de 1946 a 1948.
Assumiu a secretaria geral do Partido Comunista do Brasil (PCB), mas o registro do partido foi cassado em maio de 1947, e em janeiro de 1948 foi cassado seu mandato de senador. Novamente Prestes foi perseguido e voltou à clandestinidade. Em 2013, o Senado Federal, por iniciativa do senador comunista Inácio Arruda, tomou a decisão de restituir seu mandado e de cancelar a cassação.
Na Assembleia Constituinte de 1946, Prestes liderava a bancada comunista de 14 deputados composta por, entre outros, Jorge Amado, eleito pelos paulistas, Carlos Marighella, pelos baianos, João Amazonas, o mais votado do país, escolha de 18 379 eleitores do Distrito Federal, e o sindicalista Claudino Silva, único constituinte negro, também eleito pelo Rio de Janeiro.
Durante a constituinte, Prestes fechou questão a favor da emenda nº 3 165, de autoria do deputado carioca Miguel Couto Filho, que dizia: "É proibida a entrada no país de imigrantes japoneses de qualquer idade e de qualquer procedência".
Em 1950, conheceu sua segunda companheira, a pernambucana Altamira Rodrigues Sobral, que passou a se chamar Maria Prestes. Maria era mãe de dois meninos, Pedro e Paulo. Da união com Prestes nasceram outros sete filhos: João Antonio, Rosa, Ermelinda, Luís Carlos, Zoia, Mariana e Yuri. Prestes e Maria viveram juntos por 40 anos, até a morte de Prestes.
Em 1958, Prestes teve sua prisão decretada, porém foi revogada por mandado judicial.

## Ditadura militar

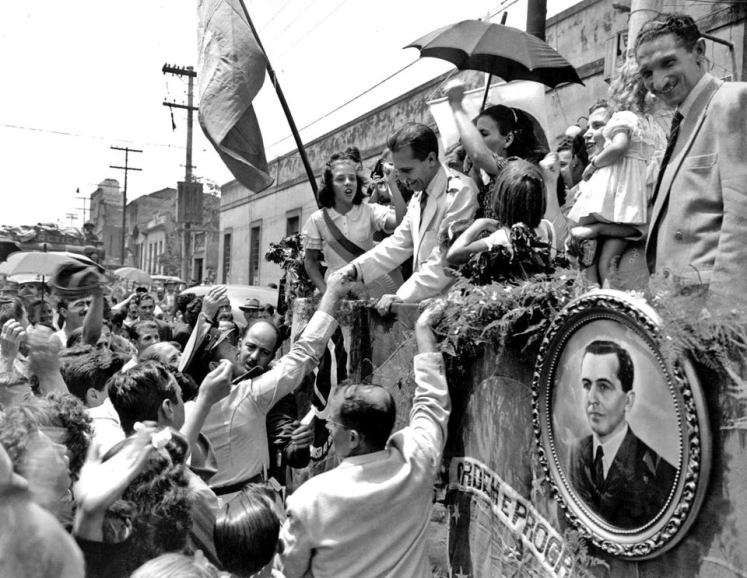
Carlos cumprimentando seus apoiadores.

Após o golpe militar de 1964, com o AI-1, Prestes teve seus direitos de cidadão novamente revogados por dez anos. Foi perseguido pelo governo, mas conseguiu fugir. Ao revistar sua casa, a polícia encontrou uma série de cadernetas que deram base a inquéritos e processos, como o que condenou Giocondo Dias.
Exilou-se na União Soviética no final dos anos 1960, regressando ao Brasil devido à anistia de 1979.
Em março de 1980, publica a Carta aos Comunistas, por meio da qual rompe com o PCB.

## Os últimos anos
Prestes defendeu durante toda sua trajetória política a necessidade de se criarem as condições para a construção de um partido comunista efetivamente revolucionário.
Nos anos 1980, foi insistentemente assediado por grupos e personalidades de esquerda para que liderasse um novo partido revolucionário. Mas, na sua posição, esse partido surgiria das lutas do povo, dos quadros que daí se forjariam. Os comunistas alinhados às ideias de Prestes viriam a fundar uma organização somente em 1992, com o nome Corrente Comunista Luiz Carlos Prestes, hoje Polo Comunista Luiz Carlos Prestes. Neste período, apoiou as candidaturas de Leonel Brizola ao governo do estado do Rio de Janeiro e, em 1989, à Presidência da República. Segundo o historiador Daniel Aarão, Prestes apoiou criticamente a candidatura de Brizola, do PDT em 1982, recebendo por isso o título de presidente de honra deste partido, cargo que manteve até sua morte.
Em 7 de março de 1990, Luís Carlos Prestes morreu na cidade do Rio de Janeiro. Seu enterro foi acompanhado por uma expressiva multidão.

## Representações na cultura e herança histórica

### Cinema e televisão
Em 1985, participou da histórica estreia do programa Tribunal do Povo, debatendo sobre socialismo e capitalismo com Roberto Campos.
Luís Carlos Prestes já foi retratado como personagem no cinema e na televisão. No cinema, o filme O País dos Tenentes (João Batista de Andrade/1987), onde Prestes foi interpretado por Cassiano Ricardo, que depois o representou também na novela Kananga do Japão (1989) e Caco Ciocler no filme Olga (2004), baseado no livro homônimo de Fernando Morais.
Em 1997, foi lançado o documentário Prestes, o Cavaleiro da Esperança e, em 1998, no ano do centenário de seu nascimento, a escola de samba Acadêmicos do Grande Rio o homenageou em seu desfile no grupo especial do carnaval do Rio de janeiro com enredo Cavaleiro da Esperança, obtendo o 8° posto.
Também em 1997, foi lançado o documentário O Velho – A história de Luiz Carlos Prestes de Toni Venturi, com a participação de diversas personalidades da política, jornalismo e outros que fizeram parte da vida de Prestes.

### Música
O cantor e compositor Taiguara, que foi um grande amigo e seguidor de Prestes, fez a canção Cavaleiro da Esperança em sua homenagem. Após anos de performance da música ao vivo, ela foi finalmente gravada no álbum Brasil Afri, de 1994 - último de Taiguara antes de sua morte.
A banda de rock Subversivos dedicou a Luís Carlos Prestes sua música "Cavalheiro de esperança".

### Poesia
O poeta chileno Pablo Neruda, em seu livro mais aclamado, Canto Geral (obra que remonta a história da América Latina do ponto de vista dos povos explorados), dedicou um poema a Luís Carlos Prestes. Nele, Prestes é chamado por Neruda de "claro capitão". O poema foi lido em visita ao Brasil do poeta comunista no ano de 1945, no estádio do Pacaembu: "Quantas coisas quisera hoje dizer, brasileiros…". Também no livro Confesso que vivi, cita em duas passagens Carlos Prestes: a primeira quando relata sua viagem à China na companhia de Jorge Amado, fazendo referência à mudança no estilo de texto de Jorge Amado devido, entre alguns fatores, ao histórico de Carlos Prestes, e a segunda quando relata sua passagem pelo Rio de Janeiro em que, supostamente, se esqueceu de um almoço que tinha marcado com Carlos Prestes, porque confundiu o dia do encontro devido aos nomes dos dias da semana em português.

### Livros
Jorge Amado em prosa e verso retrata a biografia de Prestes em seu livro O Cavaleiro da Esperança, publicado em 1944.
Em 2012, Anita Leocádia Prestes, filha de Luís Carlos Prestes e Olga Benário, lançou o livro Luiz Carlos Prestes - O combate por um partido revolucionário (1958-1990). Em 2016, lançou uma biografia, pela editora Boitempo, intitulada Luiz Carlos Prestes: um comunista brasileiro.
Miguel M. Abrahão, em seu romance histórico, adaptado de sua peça teatral homônima A Escola, Ed. Espaço Jurídico, 2007, 312 pgs. e Ed. Vieira e Lent, 2011, 273 pgs., descreve Prestes e os meses que antecedem sua vida política, pouco antes da Intentona Comunista de 1935.
William Waack no livro Camaradas, São Paulo, Cia das Letras, 1983, 416 p., relata a vida de Prestes na URSS e no Brasil dos anos 1930, suas relações de amizade e articulações políticas, tendo como base os arquivos soviéticos disponibilizados ao público após a Guerra Fria.
Em 2014 foi publicada biografia de Prestes "Um revolucionário entre dois mundos" escrita pelo historiador brasileiro Daniel Aarão Reis.
Em 2005 foi publicada biografia de Prestes "Vida e luta do Cavaleiro da Esperança" escrita pelo historiador russo Boris Koval.

### Arquitetura e logradouros
Oscar Niemeyer homenageou o amigo e camarada em suas obras. Na Praça dos Girassóis, em Palmas, Tocantins, existe um memorial à Coluna Prestes, inaugurado em 1991. Em Porto Alegre, foi inaugurado em 2017 o Memorial Luiz Carlos Prestes, obra criada com intuito de homenagear a vida de Prestes na arquitetura e na exposição permanente.
Parque Luís Carlos Prestes - Rolinópolis, São Paulo - SP.